# St. Laurentius (Volkmannsdorf)
Koordinaten: 48° 29′ 57,9″ N, 11° 57′ 5,7″ O
Die katholische Pfarrkirche St. Laurentius ist die denkmalgeschützte Kirche von Volkmannsdorf in der Gemeinde Wang im Landkreis Freising (Oberbayern). Namenspatron der Kirche ist St. Laurentius.

## Geschichte
Der nahe gelegene Hauptort Wang wurde erstmals 783 urkundlich erwähnt, Volkmannsdorf erst im Jahr 804. 1347 übertrug Kaiser Ludwig der Bayer dem Kollegiatstift Moosburg die Kirche zu Volkmannsdorf. Zur Pfarrei St. Laurentius gehören die Orte Bauer am Berg, Isareck mit der Schlosskirche, Pfettrach, Volkmannsdorf, Volkmannsdorferau und Wang mit der Filialkirche St. Johannes der Täufer.
Eine weitere katholische Pfarrei im Gemeindegebiet von Wang ist neben St. Laurentius auch St. Petrus in Schweinersdorf. Beide Pfarreien gehören heute zum Pfarrverband Mauern.

## Baubeschreibung
Die Beschreibung des Bayerischen Landesamts für Denkmalpflege für das geschützte Baudenkmal (Denkmal-Nr. D-1-78-155-16) lautet:

„Saalbau mit eingezogenem spätgotischem Polygonalchor, angefügter Sakristei und Chorwinkelturm Ende 15. Jahrhundert, Langhaus modern; mit Ausstattung“